# TSR2
TSR2 (англ. TSR2, ribosome maturation factor) – білок, який кодується однойменним геном, розташованим у людей на короткому плечі X-хромосоми. Довжина поліпептидного ланцюга білка становить 191 амінокислот, а молекулярна маса — 20 894.
| 10         |  | 20         |  | 30         |  | 40         |  | 50         |
| ---------- |  | ---------- |  | ---------- |  | ---------- |  | ---------- |
| MAGAAEDARA |  | LFRAGVCAAL |  | EAWPALQIAV |  | ENGFGGVHSQ |  | EKAKWLGGAV |
| EDYFMRNADL |  | ELDEVEDFLG |  | ELLTNEFDTV |  | VEDGSLPQVS |  | QQLQTMFHHF |
| QRGDGAALRE |  | MASCITQRKC |  | KVTATALKTA |  | RETDEDEDDV |  | DSVEEMEVTA |
| TNDGAATDGV |  | CPQPEPSDPD |  | AQTIKEEDIV |  | EDGWTIVRRK |  | K          |

A: Аланін

C: Цистеїн

D: Аспарагінова кислота

E: Глутамінова кислота

F: Фенілаланін

G: Гліцин

H: Гістидин

I: Ізолейцин

K: Лізин

L: Лейцин

M: Метіонін

N: Аспарагін

P: Пролін

Q: Глутамін

R: Аргінін

S: Серин

T: Треонін

V: Валін

W: Триптофан

Задіяний у такому біологічному процесі, як процесинг рРНК. 